# Tadeusz Gabryelczyk
Tadeusz Stanisław Gabryelczyk (ur. 10 kwietnia 1949 w Wrotkowie) – polski samorządowiec, w latach 1998–2002 prezydent Nowej Soli, w latach 2002–2006 starosta nowosolski.

## Życiorys
Absolwent Technikum Chłodniczego w Gdyni. Ukończył studia z zakresu administracji w Wyższej Szkole Zarządzania i Bankowości w Poznaniu. Od 1968 do 1990 pracował w PSS Społem w Nowej Soli, doszedł do stanowiska inspektora nadzoru. Później zajął się prowadzeniem własnej działalności gospodarczej.
Od lat 80. zaangażowany w działalność polityczną. Był członkiem Komitetu Wojewódzkiego Polskiej Zjednoczonej Partii Robotniczej w Zielonej Górze. Brał udział w zakładaniu lokalnych struktur Socjaldemokracji RP i następnie Sojuszu Lewicy Demokratycznej. W 1994, 1998 i 2002 wybierany do rady miejskiej w Nowej Soli. W latach 1994–1997 wchodził w skład zarządu miasta. W 1998 objął urząd prezydenta Nowej Soli. W bezpośrednich wyborach w 2002 przegrał w drugiej turze z Wadimem Tyszkiewiczem. Objął jednocześnie urząd starosty nowosolskiego, który sprawował przez cztery lata. W 2006 i w 2010 był wybierany do rady powiatu nowosolskiego. W 2014 nie uzyskał reelekcji, przegrał też ponownie wybory na prezydenta miasta.
W 2000 odznaczony Złotym Krzyżem Zasługi.